# Il Generale e i Fratellini d'Italia
Il Generale e i Fratellini d'Italia è un film d'animazione per la televisione del 2011, diretto da Enrico Carlesi. 
È stato prodotto nell'ambito delle celebrazioni per il 150º Anniversario dell'Unità d'Italia.

## Trama
Una notte del 1860, il marchese Bucaformaggi, nobil topo torinese con la tana che dà sullo studio di re Vittorio Emanuele II, non riesce a dormire perché il re lavora fino a un'ora tarda: sta infatti vergando un lasciapassare che permetterà alle navi di Garibaldi di salpare da Quarto. Bucaformaggi, uscito per curiosare, finisce dentro al plico portato dal colonnello Pautasso che, mentre passa a cavallo accanto a Palazzo Carignano, viene inseguito da Paolina (detta Camilla), la cagnolina del conte di Cavour sfuggita al suo padrone.
Bucaformaggi si ritrova quindi sul piroscafo Piemonte in partenza da Quarto e finirebbe in mare se non fosse salvato dai topolini Ciro, Cecilia ed Ernesto e da Paolina. Ciro e Cecilia sono i figli di don Pummarò, patriota napoletano fatto imprigionare dal generale Tritatopi, un grosso gatto della polizia felina dei Borboni, mentre Ernesto è un topo sudamericano, compagno d'avventure di lunga data di Garibaldi.
Dopo lo sbarco a Marsala, Ciro, Cecilia, Ernesto e Paolina decidono di formare una società segreta, chiamata i Fratellini d'Italia, per aiutare Garibaldi a vincere le sue battaglie. Bucaformaggi, invece, desidera tornare a casa il prima possibile e si mette in viaggio da solo, cadendo in un tranello di un emissario di Tritatopi che lo rapisce. Grazie all'incontro col professor Salvatore Nuvoloni, un inventore siciliano che ha costruito una mongolfiera, riescono a liberarlo e contruibuiscono alla vittoria di Calatafimi gettando fichi d'India, uova e pomodori addosso ai soldati delle Due Sicilie. Le braci sparse maldestramente da Bucaformaggi per l'accampamento danno invece al Generale l'idea di appiccare tanti fuochi di fronte a Palermo per dare al generale borbonico Lanza l'impressione che i garibaldini fossero molto più numerosi della realtà e spingerlo ad abbandonare la città colle sue truppe.
Mentre Ernesto rimane col suo Generale, Nuvoloni trasporta in mongolfiera a Napoli gli altri "Fratellini" che desiderano liberare don Pummarò, ma la loro ingenuità fa sì che Ciro, Cecilia e Paolina siano anch'essi catturati; Bucaformaggi si spaccia allora per suo cugino don Liborio, che ha agganci nel governo borbonico, e li fa liberare, ma Tritatopi fiuta l'inganno e giura vendetta. Questa rischia di concretizzarsi durante la battaglia del Volturno, ma grazie alla collaborazione tra i topolini e Paolina il gattaccio è finalmente sconfitto.
Garibaldi incontra a Teano re Vittorio Emanuele II, che gli chiede di pazientare per quanto riguarda la liberazione di Roma e Venezia. Decide allora di ritirarsi sulla sua isola di Caprera in attesa di nuove imprese, seguito da Paolina, Ernesto, Cecilia, Ciro e, all'ultimo momento, anche da Bucaformaggi.

## Doppiaggio
- Roberto Anglisani: Ernesto
- Marco Baliani: Tritatopi
- Mario Brusa: Conte Cavour
- Michele Di Mauro: Garibaldi
- Chiara Francese: Cecilia
- Luciana Littizzetto: Camilla/Paolina
- Bruno Gambarotta: Re Vittorio Emanuele II
- Riccardo Lombardo: Nuvoloni
- Neri Marcorè: Generale Lanza
- Andrea Zalone: Bucaformaggi
- Patrizia Mottola: Ciro
- Maria Maglietta: voci guida

## Distribuzione
Il film, presentato in anteprima il 29 ottobre 2011 al Museo del Fumetto di Lucca,  è stato trasmesso in televisione su Rai 2 la mattina del 30 dicembre 2011.

### DVD
Il film è disponibile dal 2011 in un DVD distribuito dall'Editore Gallucci. 

## Opere derivate
Dal film è stato tratto un libro, scritto dagli stessi sceneggiatori Luciano Cattaneo e Luca Olivieri e illustrato da Paolo Cardoni, inizialmente allegato come fascicolo al DVD poi pubblicato anche autonomamente.